# Pelorus Islet
Pelorus Islet är en ö i Australien. Den ligger i delstaten South Australia, omkring 160 kilometer sydväst om delstatshuvudstaden Adelaide.